# سارتوریوس آ گ
سارتوریوس آ گ (انگلیسی: Sartorius AG) شرکت آلمانی فعال در حوزه داروسازی و تجهیزات آزمایشگاهی است که در سال ۱۸۷۰ توسط فلورانس سارتوریوس تأسیس گردید. این شرکت در زمینه‌های فناوری زیستی، کشت سلولی، تجهیزات داروسازی و آزمایشگاهی فعال است. دفتر اصلی این شرکت هم اکنون در گوتینگن آلمان واقع است.